# Sílvia Tur Ribas
Sílvia Tur Ribas és una política formenterenca, diputat al Parlament de les Illes Balears en la IX i X legislatura.
Militant de Gent per Formentera, després de les eleccions de 2007 fou nomenada consellera de medi ambient al Consell Insular de Formentera, càrrec que revalidà a les eleccions de 2011.
Fou escollida diputada per Formentera a les eleccions al Parlament de les Illes Balears de 2015 gràcies a un acord entre Gent per Formentera i el PSIB-PSOE. S'ha integrat en el Grup Mixt del Parlament Balear.